# Nemzeti Fogyasztóvédelmi Hatóság
A Nemzeti Fogyasztóvédelmi Hatóság (rövidítve: NFH) 2016. december 31-ig a fogyasztóvédelem területén működő állami szerv volt Magyarországon. Jogutódja a Nemzeti Fejlesztési Minisztérium volt. 
Hivatalos honlapja (http://www.nfh.hu/) megszűnt.

## Története
A Nemzeti Fogyasztóvédelmi Hatóságról szóló 225/2007. (VIII. 31.) Korm. rendelettel a Fogyasztóvédelmi Főfelügyelőség jogutódjaként létrejött a Nemzeti Fogyasztóvédelmi Hatóság (NFH), valamint regionális kirendeltségei. 
2011. január 1-jétől az addigi fogyasztóvédelmi hatóság a kormányhivatalok szervezetén belül működő területi felügyelőségekből, valamint a szakmai irányítást gyakorló, másodfokú hatóságként eljáró Nemzeti Fogyasztóvédelmi Hatóságból állt. Továbbá ezen időponttól a Nemzeti Fogyasztóvédelmi Hatóság keretein belül fejtette ki tevékenységét az Európai Fogyasztói Központ is, amely más uniós államban vásárolt árukkal kapcsolatos problémák megoldásában nyújtott segítséget. 
A Nemzeti Fogyasztóvédelmi Hatóság 2016. december 31-i hatállyal megszűnt. Általános jogutódja a Nemzeti Fejlesztési Minisztérium, valamint a másodfokú ügyekben országos illetékességgel a Pest Megyei Kormányhivatal jár el.